# حینه
حینه (به عربی: حینة) یک روستا در سوریه است که در استان ریف دمشق واقع شده‌است. حینه ۱٬۵۲۴ نفر جمعیت دارد.